# 2001 (альбом)
2001 — студийный альбом американского рэпера и продюсера Dr. Dre, вышедший в 1999 году. В альбоме также представлены такие рэперы, как Snoop Dogg, Hittman, Eminem, Xzibit, Nate Dogg и другие. Эта пластинка — продолжение альбома 1992 года — The Chronic, ставшего классикой хип-хопа. В 2001 году вошёл в чарты Billboard на втором месте. Уже в 2000 году альбом 2001 был удостоен шестикратной платины по сертификации RIAA. В США на июль 2008 года было продано 7,23 миллиона экземпляров альбома.
Первоначально альбом должен был носить название Chronic 2000 но его пришлось переименовать на 2001, так как в мае 1999 года лейбл Death Row Records выпустил сборник Chronic 2000: Still Smokin.

## Список композиций
- Все песни спродюсировали Dr. Dre и Mel-Man, за исключением песни «The Message», которую спродюсировал Lord Finesse.

| №                   | Название | Автор(ы)                                                           | Длительность |
| ------------------- | --- | ------------------------------------------------------------------ | ------------ |
| 1.                  | «Lolo» (intro) (при участии Xzibit и Tray-Dee)                                                              |                                                                    | 0:40         |
| 2.                  | «The Watcher» (при участии Eminem и Knoc-Turn’al)                                                           | А. Янг, М. Мэтерс                                                  | 3:26         |
| 3.                  | «Fuck You» (при участии Devin the Dude и Snoop Dogg)                                                        | Янг, К. Бродус, Д. Коупленд, Б. Бэйли                              | 3:25         |
| 4.                  | «Still D.R.E.» (при участии Snoop Dogg)                                                                     | Янг, М. Брэдфорд, Ш. Картер, С. Сторч                              | 4:30         |
| 5.                  | «Big Ego’s» (при участии Hittman)                                                                           | Янг, Бродус, Т. Керри, Бэйли, Сторч, Р. Бембей                     | 3:57         |
| 6.                  | «Xxplosive» (при участии Hittman, Kurupt, Nate Dogg, Six-Two)                                               | Янг, Бэйли, К. Лонгмайлс, Р. Браун, Н. Хэйл                        | 3:35         |
| 7.                  | «What’s the Difference» (при участии Eminem и Xzibit)                                                       | Брэдфорд, Мэтерс, Э. Джойнер, С. Харрис, Бембей,                   | 4:04         |
| 8.                  | «Bar One» (при участии Трэйси Нельсон, Ms. Roq и Эдди Гриффина)                                             |                                                                    | 0:51         |
| 9.                  | «Light Speed» (при участии Hittman)                                                                         | Янг, Бэйли                                                         | 2:40         |
| 10.                 | «Forgot About Dre» (при участии Eminem)                                                                     | Янг, Брэдфорд, Мэтерс                                              | 3:42         |
| 11.                 | «The Next Episode» (при участии Snoop Dogg, Kurupt и Nate Dogg)                                             | Янг, Брэдфорд, Бродус, Бэйли                                       | 2:41         |
| 12.                 | «Let’s Get High» (при участии Hittman, Kurupt и Ms. Roq)                                                    | Янг, Мэтерс, Бэйли, Р. Уивер, Браун                                | 2:27         |
| 13.                 | «Bitch Niggaz» (при участии Snoop Dogg, Hittman и Six-Two)                                                  | Брэдфорд, Бродус, Бэйли, Лонгмайлс                                 | 4:13         |
| 14.                 | «The Car Bomb» (исполняют Mel-Man и Чарис Генри)                                                            |                                                                    | 1:00         |
| 15.                 | «Murder Ink» (при участии Hittman и Ms. Roq)                                                                | Янг, Бэйли, Уивер                                                  | 2:28         |
| 16.                 | «Ed-Ucation» (исполняет Эдди Гриффин)                                                                       |                                                                    | 1:32         |
| 17.                 | «Some L.A. Niggaz» (при участии DeFari, Hittman, Xzibit, Knoc-Turn’al, Time Bomb, King Tee, MC Ren, Kokane) | Янг, Бэйли, Р. Харбор, Джойнер, М. Холдер, Р. Макбрайд, Д. Джонсон | 4:25         |
| 18.                 | «Pause 4 Porno» (исполняет Джэйк Стид)                                                                      |                                                                    | 1:32         |
| 19.                 | «Housewife» (при участии Kurupt и Hittman)                                                                  | Янг, Брэдфорд, Бэйли, Керри, Браун                                 | 4:02         |
| 20.                 | «Ackrite» (при участии Hittman)                                                                             | Янг, Брэдфорд, Бэйли                                               | 3:39         |
| 21.                 | «Bang Bang» (при участии Knoc-Turn’al и Hittman)                                                            | Янг, Мэтерс, Бэйли, Харбор                                         | 3:42         |
| 22.                 | «The Message» (при участии Mary J. Blige и Rell)                                                            | Р. Монтгомери                                                      | 5:30         |
| Общая длительность: | Общая длительность:                                                                                         | Общая длительность:                                                | 1:08:01      |